# Bubba Nickles
Pour les articles homonymes, voir Nickles.
Madilyn Ida-Marie Nickles, dite Bubba Nickles, est une joueuse américaine de softball née le 8 mars 1998 à Merced. Avec l'équipe des États-Unis, elle a remporté la médaille d'argent aux Jeux olympiques d'été de 2020 à Tokyo.